# 卡韦萨斯德尔波索
卡韦萨斯德尔波索，是西班牙卡斯蒂利亚-莱昂阿维拉省的一个市镇。 总面积18km2, 总人口137人（2001年），人口密度8人/km2。